# Fred Siguier
Fred Siguier, né le 5 mars 1909 à Saint-Louis-du-Sénégal et mort le 27 janvier 1972 à Paris 14e, est un médecin interniste français, ayant enseigné à la faculté de médecine de Paris, précurseur des recherches sur les maladies systémiques.

## Aperçu biographique
Fils de magistrat colonial, il est le neveu de Charles Napoléon Siguier, élève de Charcot. Après un début de carrière dans les grands services hospitaliers de Paris, il s'engage volontairement dans le corps expéditionnaire franco-britannique qui débarque à Narvik en 1940. Après guerre, il fait la campagne d’Indochine et devient,  à Tenon, puis à la Pitié et à Cochin, "le" grand patron de la Médecine interne à Paris.

## Œuvres et publications
- Modalités cliniques et évolutives de l'ictère chez les cirrhotiques, [Thèse pour le doctorat en Médecine], Paris, Amédée Legrand, 1938.
- Maladies-vedettes : maladies d'avenir, maladies quotidiennes, maladies d'exception , Paris, Masson, 1957.
- La maladie lupique en médecine interne, Paris, L'Expansion scientifique française, 1963.

En collaboration
- avec François Blanc, 
  - Guide clinique et thérapeutique à l'usage des médecins des troupes françaises d'Extrême-Orient, Saigon, 1946.
  - L'amibiase : étude clinique et thérapeutique, L'Expansion scientifique française, 1950.

- Prix Eugène-Étienne 1950 de l’Académie des sciences d’outre-mer pour l’ensemble de leurs travaux.